# نيل فيريرا
نيل فيريرا (3 يونيو 1979 - ) (بالإنجليزية: Neil Ferreira)‏ هو لاعب كريكت زيمبابوي. لعب مع منتخب زمبابوي للكريكت.

## وصلات خارجية
- نيل فيريرا على موقع إي آس بي آن كريك إنفو (الإنجليزية)